# Турбовка
Ту́рбовка (укр. Турбівка) — село на Украине, основано в 1800 году, находится в Попельнянском районе Житомирской области.
Код КОАТУУ — 1824787401. Население по переписи 2001 года составляет 423 человека. Почтовый индекс — 13510. Телефонный код — 4137. Занимает площадь 2,478 км².
Через село протекает река Калиновка.

## Адрес местного совета
13510, Житомирская область, Попельнянский р-н, с. Турбовка, ул. Ленина, 33